# オンディーナ
オンディーナは、バラの園芸品種の1つ。1986年に日本で、小林森治によって作出された。青バラの中でも、最も青色が強いと言われるバラの1つ。
フロリバンダ系の四季咲き・直立性のバラ。交配種は、((たそがれ×実生)×実生)×すみれの丘。樹高0.8-1.0m、株張り60cmに育つ。丸弁平咲きまたは半剣弁平咲きで、花径6-7cmの中輪の花を数輪ずつ房咲きに咲かせる。花の色は淡い青紫色。花の色は年間を通じて安定している。花付きはとてもよく、花持ちは普通。香りは弱く、微香。弁質に優れ、雨でも傷みにくい。樹勢は弱く、耐病性も弱い。うどん粉病には注意が必要。また、耐暑性がやや弱く、夏に下葉が黄変、落葉することがある。芽吹きはやや悪い。オンディーナを親にして作出された青バラに、青龍、ターン・ブルー、思い出、ブルー・ドレスなどがある。いずれも、色彩は美しいが栽培が難しい。